# Makednothallus
Makednothallus là một chi rêu trong họ Pallaviciniaceae.